# 图尔机场
图尔机场，商业名称为图尔卢瓦尔河谷机场（法語：Aéroport de Tours-Val de Loire），是法国西部城市图尔的城市客运机场，横跨图尔与帕尔赛-梅莱两个市镇，距离图尔市中心大约6公里。

## 历史
图尔机场最初建成于1938年，建成之初为一座军事机场。战争结束后，图尔机场逐渐转为民用，1958年，图尔机场航站楼建成。1968年，图尔机场开辟了首条固定商业航线。自2003年起，瑞安航空将图尔机场设立为一个航点。2020年，驻扎于图尔机场的图尔705航空基地关闭。2023年，图尔-卢瓦尔河谷都会区与Edeis签署协议，Edeis将负责运营图尔机场至2035年。

## 航空公司与目的地
截至2024年11月，图尔机场开行4条固定航线。
| 航空公司 | 目的地                                 |
| -------- | -------------------------------------- |
| 瑞安航空 | 伦敦斯坦斯特德、波尔图、马拉喀什、马赛 |

## 接驳交通
图尔机场前方建有停车场；图尔有轨电车A线北端终点“Lycée Vaucanson”距离图尔机场航站楼约850米，正常步行时间约13分钟。